# Dauis
Dauis (Bayan ng Dauis) är en kommun i Filippinerna. Kommunen tillhör provinsen Bohol och ligger på ön med samma namn. Folkmängden uppgår till 26 415 invånare.
Dauis är indelat i 12 barangayer.

## Bildgalleri

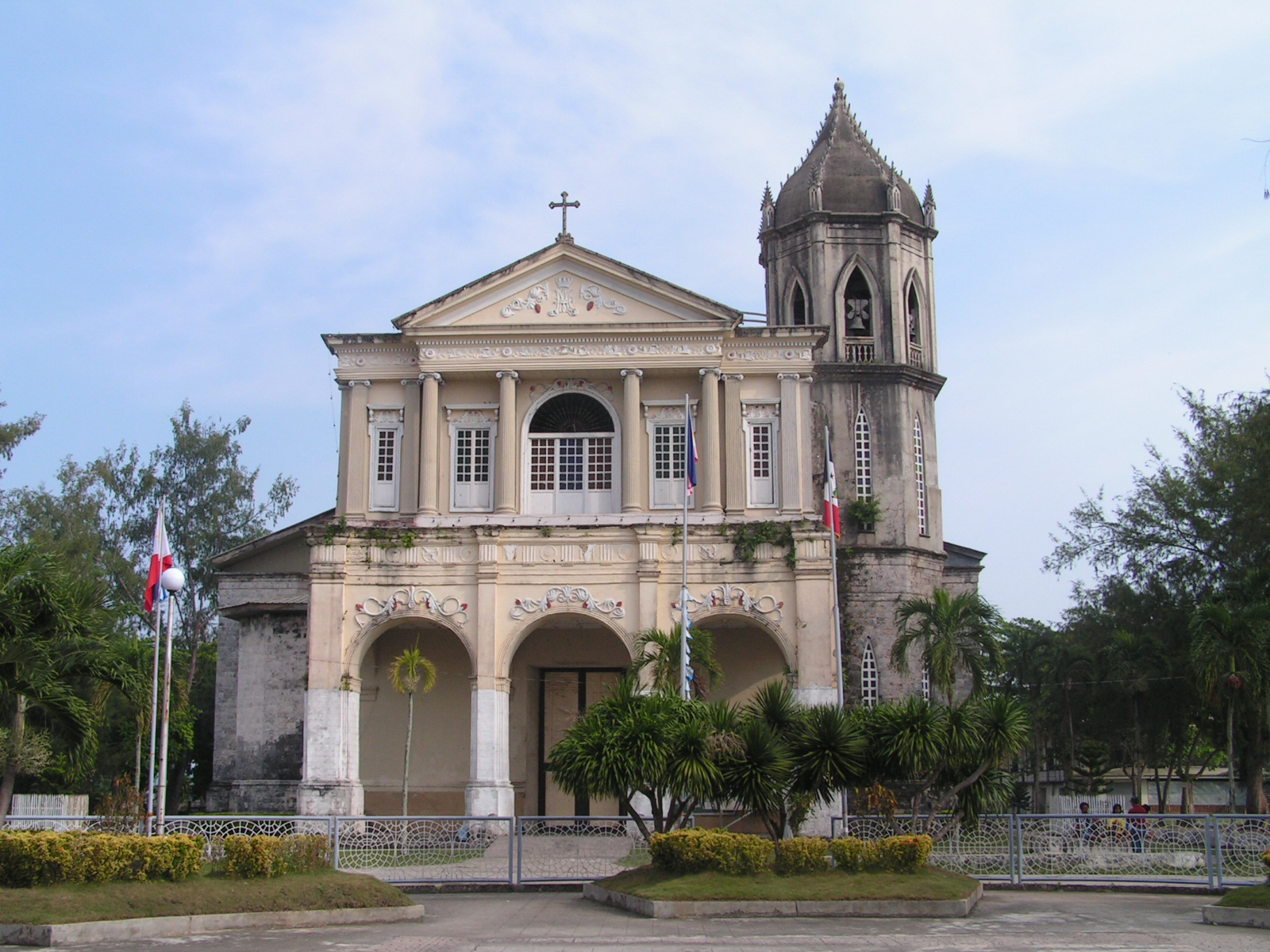
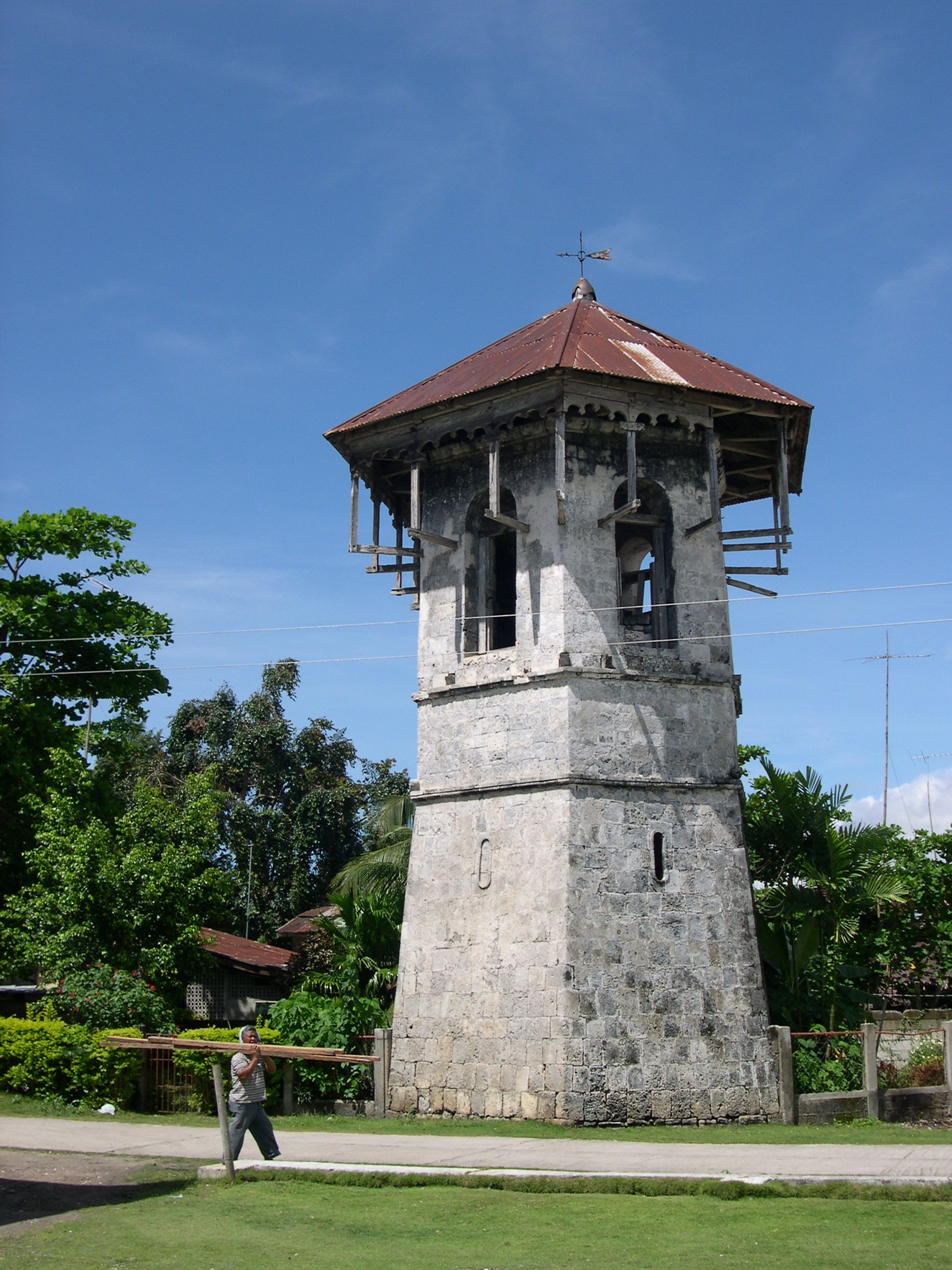
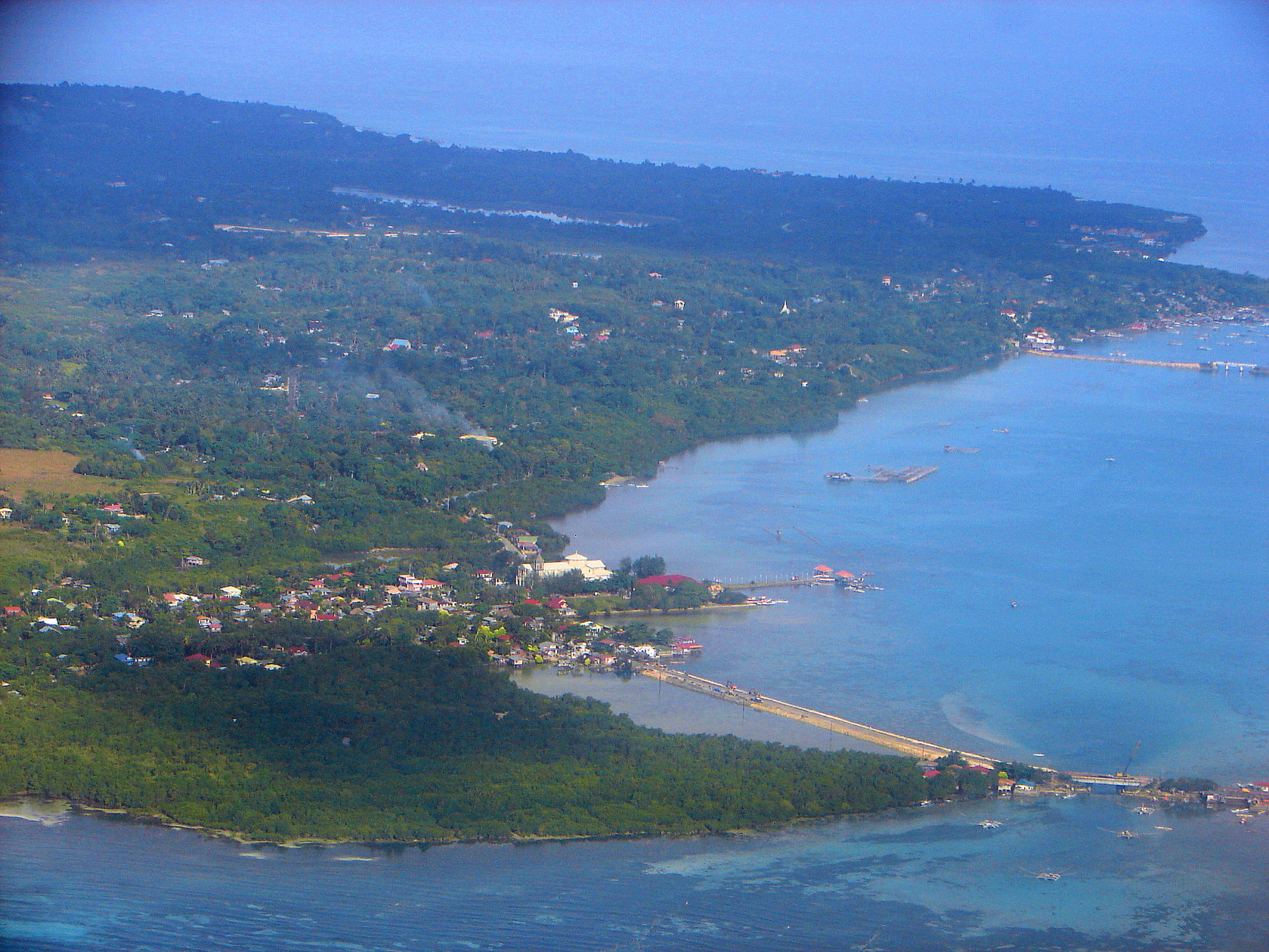
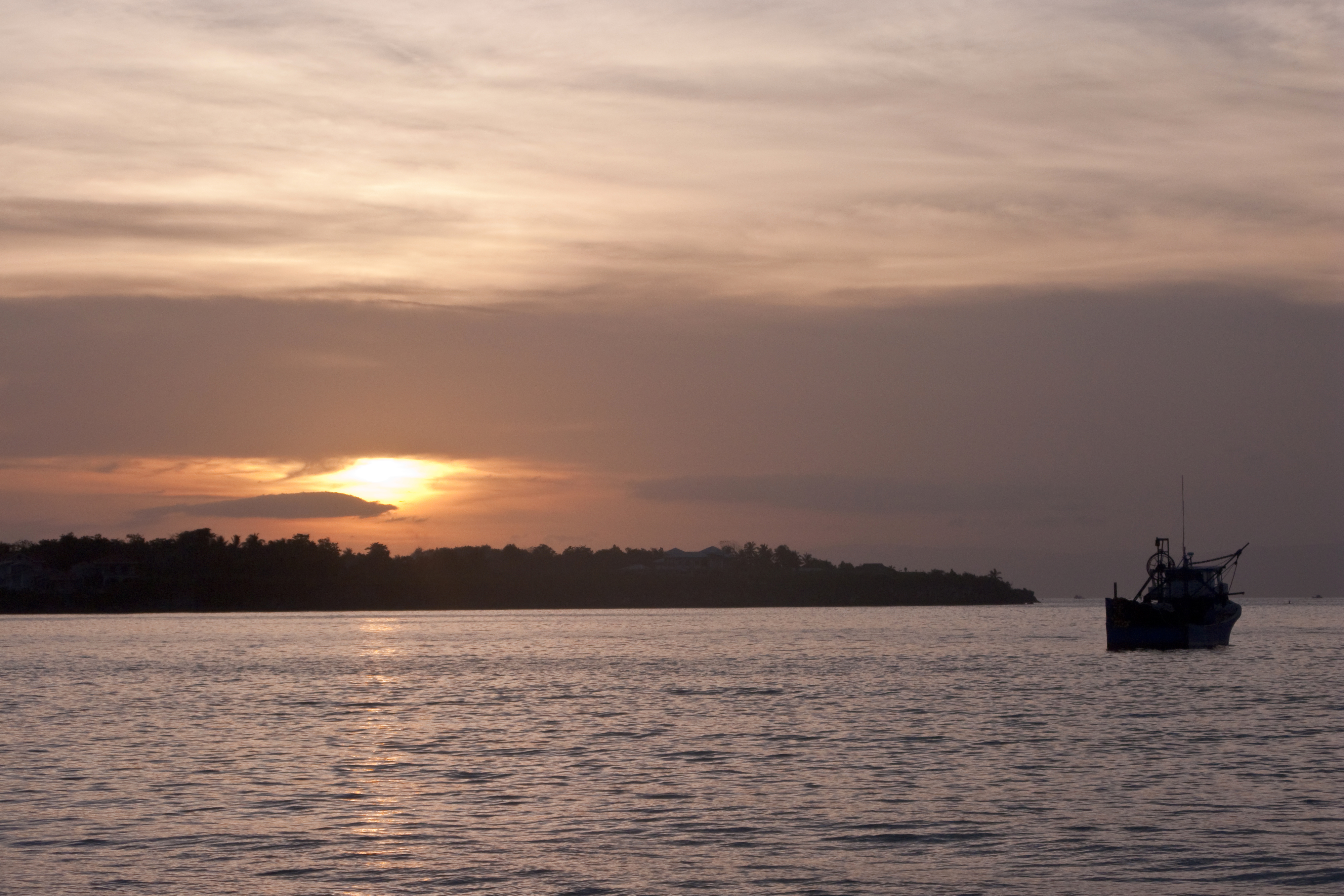